# Пешадијски топ 75 mm ИГ 18 (7.5 cm IG 18)

## Карактеристике
- Калибар: 75
- Тежина: 400
- Дужина цеви: 11.2 калибра; 884
- Елевација: од -10° до +75°
- Траверса: 12°
- Тип и тежина гранате: високо експлозивно пуњење; 6,00
- Почетна брзина пројектила: 210 m/sec
- Максимални домет: 3.375

Пешадијски топ IG 18 калибра 7,5 cm уведен је након Првог светског рата у наоружање немачких пешадијских батаљона. Топ је био намењен за пружање блиске ватрене подршке пешадији и то независно од дивизијске артиљерије. IG 18 је био користан мали топ са необичним затварачем који је по принципу рада подсећао на ловачку пушку „сачмару“. Цев се налазила у четвртастом носачу који се протезао све до задњег дела цеви. Пуњење топа се вршило тако што би се задњи део цеви просто подигао након чега би граната била убачена у цев топа. Затим би се задњи део цеви вратио на место и цев би била забрављена. Произведене су две верзије овог топа који се могао раставити у два дела ради лакшег транспорта: прва верзија је била намењена брдској пешадији, а друга падобранцима иако се од друге верзије одустало након само шест произведених примерака зато што се бестрзајни топ показао много погоднијим за ту улогу.